# Société Nationale Industrielle et Minière

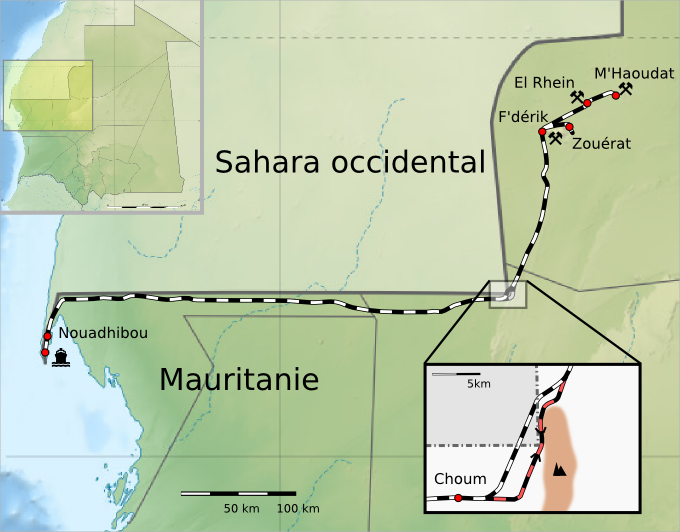
Kaart met locatie mijnen en spoorweg

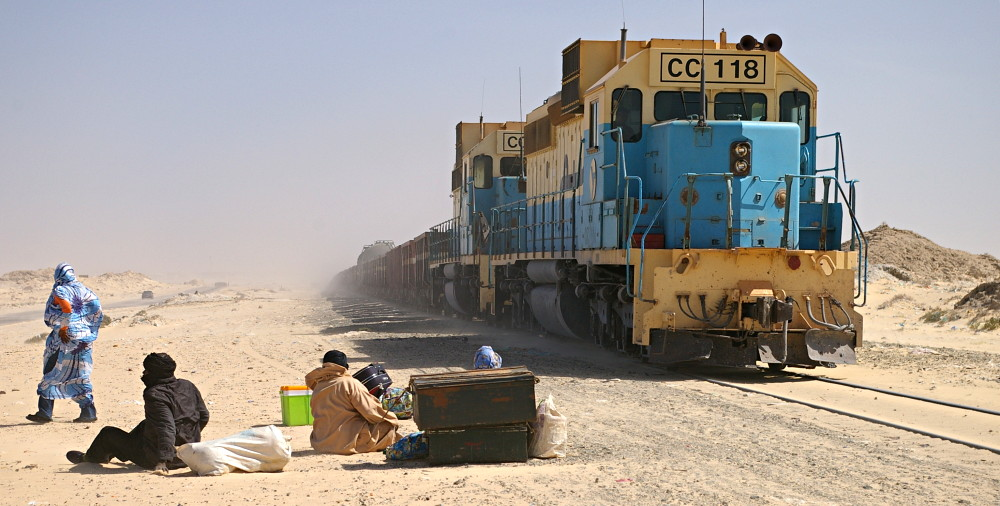
Trein met erts onderweg

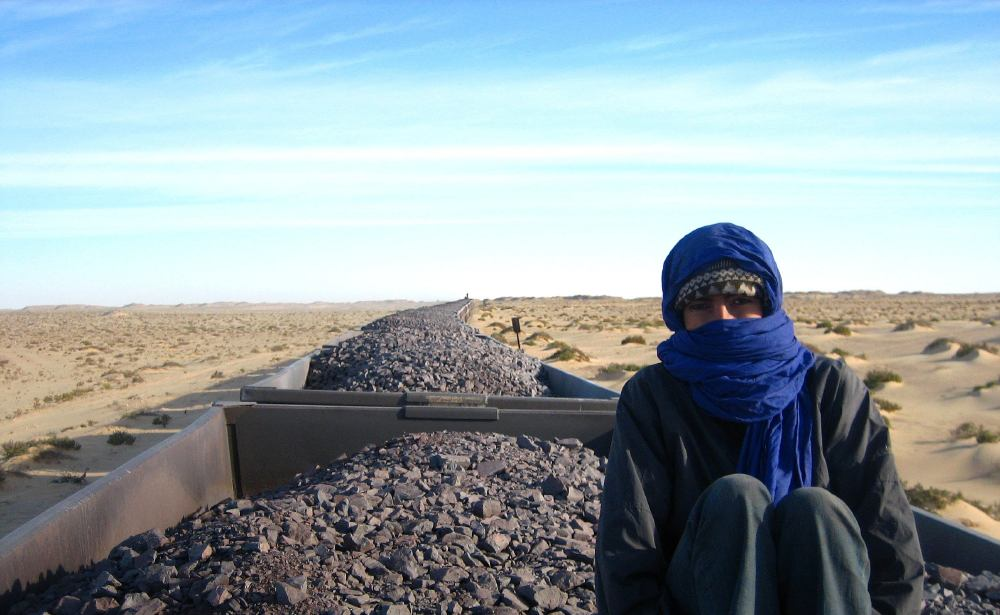
Zicht op volle wagons

Société Nationale Industrielle et Minière (SNIM) is een mijnbouwbedrijf in Mauritanië. Het belangrijkste product is ijzererts. Het is een staatsbedrijf en de overheid heeft zo’n 80% van de aandelen in handen. Naast de mijnen beschikt het bedrijf over een spoorwegmaatschappij om het erts naar een overslagterminal aan de kust bij Nouadhibou te vervoeren.

## Geschiedenis
Franse geologen hadden al vroeg in de 20e eeuw de voorkomens van ijzererts in het land aangetoond. In 1951 werd uit een Frans-Brits-Canadees onderzoek de ontwikkeling van deze reserves in kaart gebracht. Het bedrijf Société des Mines de Fer de Mauritanie (MIFERMA) werd opgericht om de plannen ten uitvoer te brengen. In 1963 werd de eerste lading erts geëxporteerd. In 1974 nam de overheid het bedrijf over en kwam hiermee volledig in staatshanden. De naam werd gewijzigd in Société Nationale Industrielle et Minière. Vier jaar later werden anderen uitgenodigd te participeren in het bedrijf, maar de staat heeft nog steeds 78,35% van de aandelen in handen.

## Activiteiten
Het bedrijf heeft ijzerertsmijnen in de omgeving van Zouerate. De eerste en grootste mijn ligt bij Kédia d'Idjill en kwam in 1960 in productie. De mijn is nog steeds in gebruik. De tweede grote mijn is Guelb El Rhein. SNIM wint ijzeroxiden (magnetiet en hematiet) door middel van dagbouw. Het ijzergehalte in het erts is ongeveer 35-40% en voor het transport wordt het opgewerkt naar een ijzergehalte van circa 66%.
SNIM beschikt over een eigen spoorweg om het ijzererts naar de haven te transporteren. De lijn is enkelspoor en heeft een lengte van 700 kilometer. Er zijn passeersporen zodat lege treinen vanaf de kust de volle treinen vanaf de mijnen kunnen passeren. Per dag rijden er zes treinen, drie met lege en drie met volle wagons. De treinen hebben een lengte van 2,5 kilometer en nemen per keer 17.000 ton erts mee. De capaciteit ligt op 14 miljoen ton erts per jaar.
Bij Nouadhibou, de tweede stad van het land, ligt een terminal. Hier komen de treinen aan, lossen de lading en keren terug. In zee steken twee pieren waar bulkcarriers tot 150.000 dwt kunnen aan- en afmeren. Ongeveer 75% van het erts heeft de Volksrepubliek China als bestemming.
SNIM exporteert op jaarbasis ruim 10 miljoen ton ijzererts. Het is het belangrijkste exportproduct van het land en vertegenwoordigt ongeveer de helft van de totale exportwaarde.

## Uitbreiding
Medio 2014 sloot SNIM een akkoord met Glencore. Glencore heeft twee mijnprojecten in het land om ijzererts te winnen, Askaf and El Aouj. Per jaar verwacht Glencore ruim 20 miljoen ton erts te produceren. Een probleem was het transport, maar met het akkoord met SNIM kunnen ze van de bestaande spoorweg gebruik maken. Na het sluiten van dit akkoord is een belangrijke belemmering om de projecten daadwerkelijk tot ontwikkeling te brengen weggenomen.